# Веретти, Антонио
Антонио Веретти (итал. Antonio Veretti; 20 февраля 1900, Верона, Венеция — 12 июля 1978, Рим) — итальянский композитор.
Окончил Болонскую консерваторию (1921), ученик Франко Альфано. В своём музыкальном творчестве первоначально следовал за Альфано и Ильдебрандо Пиццетти, затем сместился в направлении неоклассицизма. Сперва жил в Милане, где выступал в том числе как музыкальный критик, затем до 1943 года преподавал в Риме. Возглавлял Консерваторию Пезаро (1950—1952), Консерваторию Кальяри (1953—1955) и Флорентийскую консерваторию (1956—1970). Автор музыки к ряду кинофильмов 1930-50-х гг., в том числе к «Княжне Таракановой» Фёдора Оцепа и Марио Сольдати (1938) и нескольким фильмам Августо Дженины.